# Улица Харидузе
У́лица Ха́ридузе (эст. Hariduse tänav) — улица в Таллине, столице Эстонии.

## География
Пролегает через микрорайон Тынисмяэ городского района Кесклинн. Начинается от улицы Тынисмяги, заканчивается на перекрёстке с Пярнуским шоссе.
Протяжённость — 314 м.

## История
Современное название улицы было официально утверждено 16 декабря 1934 года.
Названия улицы в письменных источниках разных лет:
- 1854 год — нем. Armesündergasse;
- 1873 год — Цехская улица, нем. Zechgasse;
- 1885 год — эст. Vaeste patuste tänav;
- 1890 год — Грѣшная улица, Грешный переулок, нем. Armesünderstraße;
- 1896 год — нем. Sperrgasse;
- 1942 год — нем. Bildungstraße.

Общественный транспорт по улице не курсирует.

## Застройка
Улица имеет историческую застройку, сформировавшуюся в конце 1930-х годов. Последний номер дома на улице — 13. Три расположенных на улице здания внесены в Государственный регистр памятников культуры Эстонии:
- дом 1 — двухэтажный деревянный жилой дом, построен в конце 1930-х годов;
- дом 2 (Hariduse tn 2 / Tõnismägi 3) — 6-этажный каменный жилой дом, архитектор Р. Фалькенберг,  1938 год; на первом этаже коммерческие площади, на остальных — квартиры. Уникальный образец представительского дома с эффектным угловым решением. Бывший владелец — Пеэтер Кооритс (Peeter Koorits);

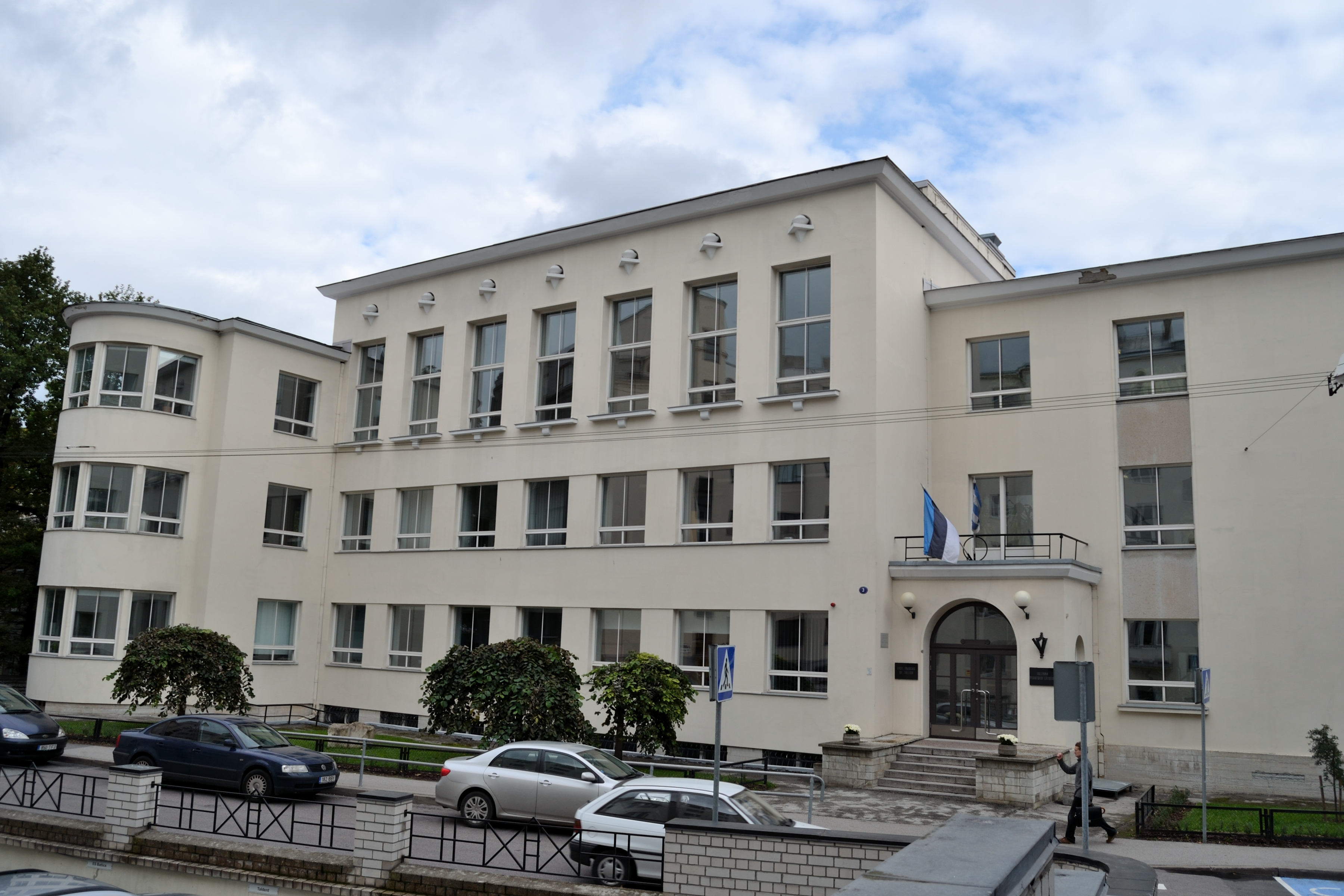
Дом 3, Таллинский французский лицей

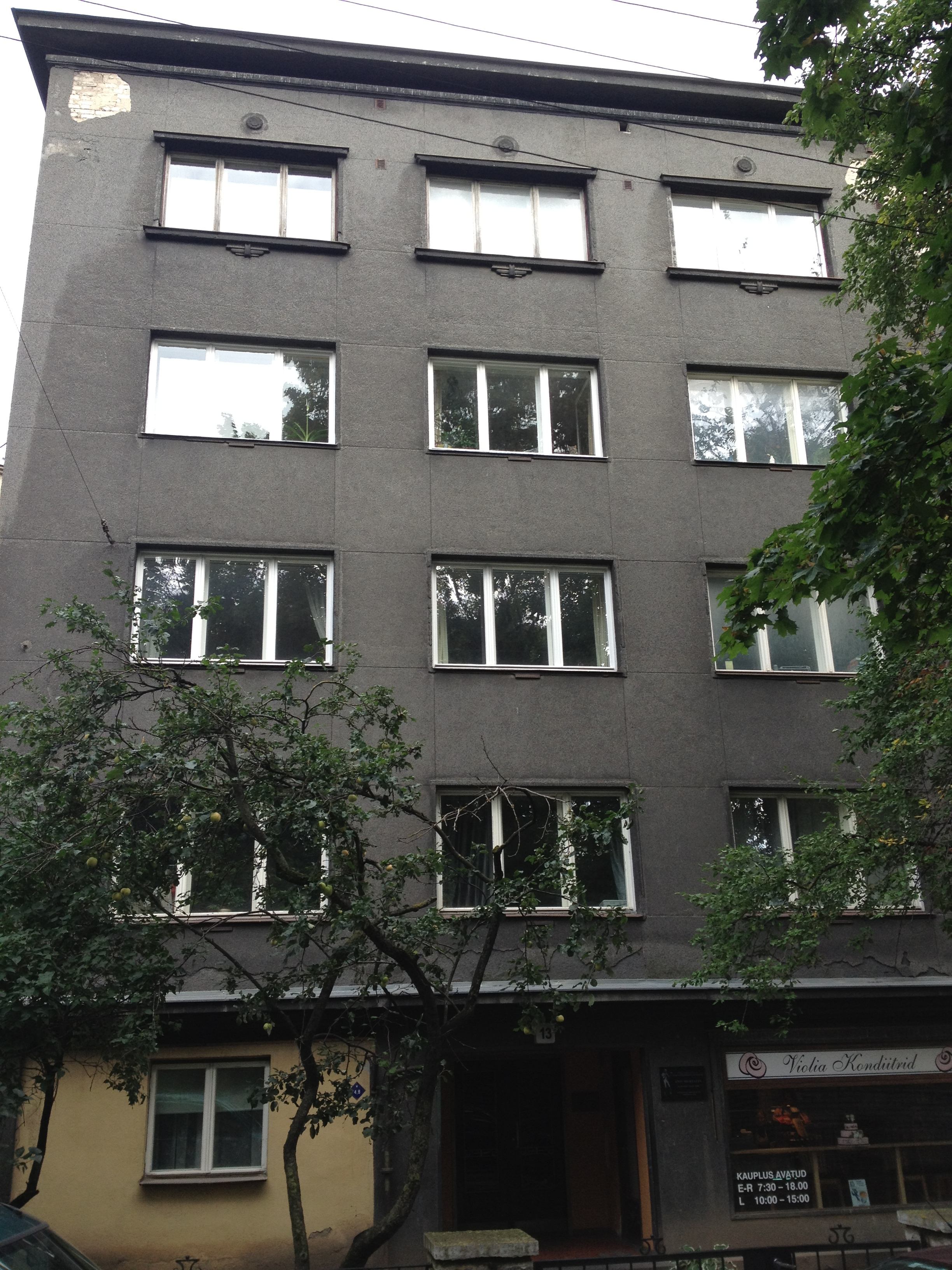
Дом 13

- дом 3 — здание в стиле функционализма, архитектор Герберт Йохансон[эст.], построено в 1937 году как здание Французского лицея,  памятник архитектуры. До 1996 года в здании работала Таллинская 7-я школа. В настоящее время это главный корпус Таллинского французского лицея, где ведётся учебная работа в 6–12-х классах[7];
- дом 4 (Hariduse tn 4 / Tõnismägi 3A) — 6-этажный каменный жилой дом в стиле функционализма, покрытый терразитом, архитектор Эуген Захариас[эст.], построен в 1938 году. Бывший владелец — Аугуст Наарис (August Naaris);
- дом 6 (Hariduse tn 6 / Tõnismägi 5) — больничный комплекс Тынисмяги,  памятник архитектуры в югендстиле, возведён в 1909—1939 годах.

Комплекс состоит из трёх 4-этажных зданий, которые при объединении образуют U-образную форму в квартале между улицами Тынисмяги и Харидузе. Самое старое здание комплекса построено в 1908—1909 годах. Проект здания, первоначально построенного как жилой дом, разработал инженер Артур Гойнинген-Гюне (1884—1963). В 1937 году к зданию была добавлена пристройка по проекту архитектора Эугена Хаберманна для Таллинской общей больничной кассы. В 1938—1939 годах архитектор Эльмар Лохк занимался проектом реконструкции здания. Больница работала в комплексе до 1995 года;
- дом 8 — четырёхэтажное каменное здание, построено в 1939 году, архитектор Артур Юрветсон[эст.]. Первоначально это было здание Института домоводства Союза женщин Эстонии, в нём также располагалось Женское промышленное училище. В советское время это здание было соединено с соседним, и в нём находилась часть Тынисмяэской больницы. В настоящее время здание относится к Таллинскому французскому лицею, в нём работают с 1-го по 5-й классы;
- дом 11 — шестиэтажный квартирный дом, построен в 1937 году, архитектор Эуген Хаберманн[9];
- дом 13 — пятиэтажный каменный квартирный дом с коммерческими площадями на первом этаже, построен в 1937 году, архитектор Виктор Третьякевич (1904—1993),  памятник архитектуры[10].

Представительное здание в стиле функционализма. Фасады, выходящие на улицу, покрыты терразитовой штукатуркой, наружные фасады — гладкой штукатуркой. Оконные рамы, карнизы и детали покрыты искусственным гранитом. Для уличного фасада характерна слегка выступающая часть, имеющая гипсовое обрамление и украшенная сверху декоративным элементом, а снизу гипсовым карнизом-консолью. Над большими трёхрамными витринными окнами коммерческих помещений первого этажа возвышается горизонтальный лепной карниз. Со стороны улицы Харидузе сохранились оригинальные входные двери. Так как здание стоит на крутом рельефе, в нём два цокольных этажа. Владельцами грунта были Рейнгольд Трейбек (Reinhold Treubeck, 1877—1948) и сам Виктор Третьякевич.